# Campeonato Israelense de Futebol
O Campeonato Israelita de Futebol é o principal torneio nacional de futebol de Israel. É gerenciado pela Associação Israelense de Futebol. A principal divisão da competição é a Ligat Ha'Al (em hebraico:  ליגת העל, na tradução literal, Super Liga; também conhecida como Israeli Premier League ou ainda, por razões comerciais, Ligat Toto), formada por 14 clubes. O campeão da Ligat Ha'Al disputa a Liga dos Campeões da UEFA, enquanto o vice-campeão e o terceiro colocado se classificam para a Liga Europa da UEFA.

## História
O campeonato de Israel é jogado desde 1932 e desde então teve vários nomes, entre os quais League A, como se chamava antes do processo da declaração de independência de Israel, em 1948.
Em 1999, a Associação de Futebol de Israel decidiu remodelar as duas principais divisões do futebol do país, criando a Ligat ha'Al (primeira divisão) e a Liga Leumit (segunda divisão). A primeira temporada da Ligat ha'Al foi disputada por 14 equipes, sendo que os três últimos classificados eram rebaixados para a Liga Leumit - somente o campeão da segunda divisão ganhava o direito de jogar o principal campeonato.
Durante os últimos anos, a Ligat ha'Al foi batizada com nomes como Ligat Pelephone e Ligat Toto, por razões comerciais.

## Competição
Atualmente, a Ligat Ha'Al é disputada por 14 clubes, em formato de pontos-corridos, mas em três turnos - cada equipe joga três vezes contra uma outra, a diferença é que no turno final, as partidas são organizadas de acordo com a colocação de cada time os dois primeiros turnos. Ao final da competição, os dois piores classificados caem para a Liga Leumit e os dois mais bem colocados da  Liga Leumit são promovidos para a Ligat Ha'Al. Para a temporada 2009-10 a Ligat Ha'Al será disputada por 16 clubes, de acordo com reformas realizadas pela Associação de Futebol de Israel em 24 de junho de 2008.
O campeão nacional de Israel se classifica para a fase preliminar da UEFA Champions League, ou seja, a equipe precisa passar por uma eliminatória para assegurar uma vaga na fase de grupos. O vice-campeão e o terceiro colocado, juntamente com o vencedor da Copa do Estado de Israel, disputam a fase preliminar da Liga Europa da UEFA. Se o campeão da Copa do Estado de Israel for o segundo ou terceiro colocado na Ligat Ha'Al, a terceira vaga israelense na competição europeia ficará com o quarto colocado do nacional.

## Ranking UEFA de competições nacionais
Atual ranking de campeonatos nacionais
- 15  Campeonato Tcheco de Futebol
- 16  Campeonato Romeno de Futebol
- 17  Campeonato Israelense de Futebol
- 18  Campeonato Cipriota de Futebol
- 19  Campeonato Dinamarquês de Futebol

## Todos os campeões
| Ano                                                                      | Campeão                        | Vice                          | Terceiro                      | Artilheiro                                                               |
| Mandato Britânico (1931-1947)                                            | Mandato Britânico (1931-1947)  | Mandato Britânico (1931-1947) | Mandato Britânico (1931-1947) | Mandato Britânico (1931-1947)                                            |
| ------------------------------------------------------------------------ | ------------------------------ | ----------------------------- | ----------------------------- | ------------------------------------------------------------------------ |
| 1931-1932                                                                | Polícia Britânica (1)          | Hapoel Tel-Aviv               | Hapoel Haifa                  | Michael Michaelov (Beitar Tel Aviv), 16                                  |
| 1932-1933                                                                | Hapoel Netanya (1)             | Hapoel Petah                  | Polícia Britânica             |                                                                          |
| 1933-1934                                                                | Hapoel Tel-Aviv (1)            | Maccabi Jerusalém             | Hapoel Haifa                  | Itzhak Nizri (Hapoel Tiberias), 16                                       |
| 1934-1935                                                                | Hapoel Tel-Aviv (2)            | Hapoel Petah                  | Hakoah Tel-Aviv               | Itzhak Mizrahi (Bnei Yehuda Tel Aviv), 18                                |
| 1935-1936                                                                | Maccabi Tel-Aviv (1)           | Hakoah Tel-Aviv               | Hapoel Tel-Aviv               | Eli Miali (Beitar Jerusalém), 18                                         |
| 1936-1937                                                                | Maccabi Tel-Aviv (2)           | Hapoel Tel-Aviv               | Hakoah Tel-Aviv               |                                                                          |
| 1937-1938                                                                | Hapoel Tel-Aviv (3)            | Maccabi Tel-Aviv              | Polícia Britânica             |                                                                          |
| 1938-1939                                                                | Hapoel Netanya (2)             | Hapoel Tel-Aviv               | Maccabi Tel-Aviv              |                                                                          |
| 1939-1940                                                                | Hapoel Tel-Aviv (4)            | Beitar Tel-Aviv               | Maccabi Tel-Aviv              |                                                                          |
| 1940-1941                                                                | Beitar Hadera (1)              | Maccabi Tziona                | Maccabi Rehovot               |                                                                          |
| 1941-1942                                                                | Maccabi Tel-Aviv (3)           | Maccabi Rishon                | Homenetmen Beirut             |                                                                          |
| 1942-1943                                                                | Maccabi Ahi Nazareth (1)       | Maccabi Tel-Aviv              | Beitar Tel-Aviv               |                                                                          |
| 1943-1944                                                                | Hapoel Tel-Aviv (5)            | Maccabi Rehovot               | Maccabi Tziona                |                                                                          |
| 1944-1945                                                                | Hapoel Tel-Aviv (6)            | Hapoel Ramat                  | Hapoel Haifa                  | Uri Malmilian (Beitar Jerusalem)                                         |
| 1945-1946                                                                | Beitar Tel-Aviv (1)            | Maccabi Rehovot               | Maccabi Tziona                | Amir Turgeman (Maccabi Ironi Ashdod), 17                                 |
| 1946-1947                                                                | Maccabi Tel-Aviv (4)           | Beitar Tel-Aviv               | Maccabi Petach                | Barak Yitzhaki (Beitar Jerusalem), 14                                    |
| Liga Israelense Autônoma - Período pós independência (1947 - atualmente) |                                |                               |                               |                                                                          |
| 1949-1950                                                                | Maccabi Tel-Aviv (5)           | Hapoel Tel-Aviv               | Hapoel Haifa                  | Yosef Merimovich (Maccabi Tel-Aviv), 25                                  |
| 1950-1951                                                                | Maccabi Ahi Nazareth (2)       | Hapoel Be'er                  | Maccabi Petach                | Ofir Haim (Hapoel Be'er Sheva), 16                                       |
| 1951-1952                                                                | Maccabi Tel-Aviv (6)           | Maccabi Petach                | Hapoel Haifa                  | Yehoshua Glazer (Maccabi Tel-Aviv), 24                                   |
| 1952-1953                                                                | Hapoel Ironi Rishon LeZion (1) | Hapoel Haifa                  | Maccabi Tel-Aviv              | Yaniv Abargil (Hapoel Kfar Saba), 18                                     |
| 1953-1954                                                                | Maccabi Tel-Aviv (7)           | Maccabi Petach                | Hapoel Petah                  | Eliezer Spiegel (Maccabi Petach), 16                                     |
| 1954-1955                                                                | Hapoel Petah (1)               | Maccabi Tel-Aviv              | Hapoel Tel-Aviv               | Nisim Elmaliah (Beitar Tel Aviv), 30                                     |
| 1955-1956                                                                | Maccabi Tel-Aviv (8)           | Hapoel Petah                  | Hapoel Tel-Aviv               | Avraham Levi (Beitar Tel Aviv), 16                                       |
| 1956-1957                                                                | Hapoel Tel-Aviv (7)            | Hapoel Petah                  | Maccabi Tel-Aviv              | Avraham Ginzburg (Hapoel Haifa), 16                                      |
| 1957-1958                                                                | Maccabi Tel-Aviv (9)           | Hapoel Petah                  | Maccabi Haifa                 | Rafi Levi (Maccabi Tel-Aviv), 14                                         |
| 1958-1959                                                                | Hapoel Petah (2)               | Hapoel Haifa                  | Maccabi Tel-Aviv              | Aharon Amar (Maccabi Haifa), 17                                          |
| 1959-1960                                                                | Hapoel Petah (3)               | Maccabi Tel-Aviv              | Hapoel Haifa                  | Rafi Levi (Maccabi Tel-Aviv), 19                                         |
| 1960-1961                                                                | Hapoel Petah (4)               | Hapoel Tel-Aviv               | Hapoel Haifa                  | Shlomo Levi (Hapoel Haifa), 15 Zharia Ratzabi (Hapoel Petah Tikva), 15   |
| 1961-1962                                                                | Hapoel Petah (5)               | Maccabi Jaffa                 | Hapoel Tiberias               | Shlomo Levi (Maccabi Haifa), 16                                          |
| 1962-1963                                                                | Hapoel Petah (6)               | Hapoel Tel-Aviv               | Maccabi Jaffa                 | Zharia Ratzabi (Hapoel Petah Tikva), 12                                  |
| 1963-1964                                                                | Hapoel Ramat (1)               | Maccabi Jaffa                 | Hapoel Petah                  | Israel Ashkenazi (Maccabi Jaffa), 21                                     |
| 1964-1965                                                                | Hakoah Ramat (1)               | Hapoel Petah                  | Hapoel Tel-Aviv               | Israel Ashkenazi (Maccabi Jaffa), 18                                     |
| 1965-1966                                                                | Hapoel Tel-Aviv (8)            | Maccabi Tel-Aviv              | Hapoel Petah                  | Mordechai Spiegler (Maccabi Netanya), 17                                 |
| 1966-1967                                                                | Maccabi Tel-Aviv (10)          | Hapoel Petah                  | Hapoel Haifa                  | Mordechai Spiegler (Maccabi Netanya), 38                                 |
| 1967-1968                                                                | Hapoel Ra'anana (1)            | Beitar Jerusalém              | Hapoel Be'er                  | Moshe Romano (Beitar Tel-Aviv), 17                                       |
| 1968-1969                                                                | Hapoel Tel-Aviv (9)            | Maccabi Tel-Aviv              | Maccabi Netanya               | Mordechai Spiegler (Maccabi Netanya), 25                                 |
| 1969-1970                                                                | Maccabi Tel-Aviv (11)          | Hapoel Tel-Aviv               | Maccabi Haifa                 | Moshe Romano (Beitar Tel-Aviv), 15                                       |
| 1970-1971                                                                | Maccabi Netanya (1)            | Beitar Tel-Aviv               | Hapoel Tel-Aviv               | Eli Ben Rimoz (Hapoel Jerusalem), 20                                     |
| 1971-1972                                                                | Maccabi Tel-Aviv (12)          | Beitar Jerusalém              | Hakoah Ramat                  | Yehouda Shaharabani (Hakoah Ramat), 21                                   |
| 1972-1973                                                                | Hakoah Ramat (2)               | Hapoel Tel-Aviv               | Hapoel Jerusalém              | Moshe Romano (Beitar Tel-Aviv), 18                                       |
| 1973-1974                                                                | Maccabi Netanya (2)            | Maccabi Tel-Aviv              | Beitar Jerusalém              | Benny Alon (Hapoel Haifa), 15                                            |
| 1974-1975                                                                | Hapoel Be'er (1)               | Maccabi Netanya               | Hapoel Haifa                  | Moshe Romano (Beitar Tel-Aviv), 17                                       |
| 1975-1976                                                                | Hapoel Be'er (2)               | Beitar Jerusalém              | Hapoel Haifa                  | Oded Machnes (Maccabi Netanya), 21                                       |
| 1976-1977                                                                | Maccabi Tel-Aviv (13)          | Maccabi Jaffa                 | Beitar Jerusalém              | Vicky Peretz (Maccabi Tel-Aviv), 17                                      |
| 1977-1978                                                                | Maccabi Netanya (3)            | Beitar Jerusalém              | Maccabi Tel-Aviv              | David Lavi (Maccabi Netanya), 16                                         |
| 1978-1979                                                                | Maccabi Tel-Aviv (14)          | Beitar Jerusalém              | Maccabi Netanya               | Oded Machnes (Maccabi Netanya), 18                                       |
| 1979-1980                                                                | Maccabi Netanya (4)            | Hapoel Tel-Aviv               | Beitar Tel-Aviv               | David Lavi (Maccabi Netanya), 18                                         |
| 1980-1981                                                                | Hapoel Tel-Aviv (10)           | Bnei Yehuda                   | Maccabi Jaffa                 | Hertzel Fitusi (Maccabi Petach Tikva), 22                                |
| 1981-1982                                                                | Hapoel Kfar (1)                | Maccabi Netanya               | Bnei Yehuda                   | Oded Machnes (Maccabi Netanya)                                           |
| 1982-1983                                                                | Maccabi Netanya (5)            | Beitar Tel-Aviv               | Hapoel Be'er                  | Oded Machnes (Maccabi Netanya)                                           |
| 1983-1984                                                                | Maccabi Haifa (1)              | Beitar Jerusalém              | Hapoel Tel-Aviv               | David Lavi (Maccabi Netanya)                                             |
| 1984-1985                                                                | Maccabi Haifa (2)              | Beitar Jerusalém              | Beitar Tel-Aviv               | David Lavi (Maccabi Netanya)                                             |
| 1985-1986                                                                | Hapoel Tel-Aviv (11)           | Maccabi Haifa                 | Maccabi Tel-Aviv              | Doron Rabinzon (Hapoel Petah Tikva)                                      |
| 1986-1987                                                                | Beitar Jerusalém (1)           | Bnei Yehuda                   | Maccabi Tel-Aviv              | Eli Yani (Hapoel Kfar Saba)                                              |
| 1987-1988                                                                | Hapoel Tel-Aviv (12)           | Maccabi Netanya               | Hapoel Be'er                  | Zahi Armeli (Maccabi Haifa)                                              |
| 1988-1989                                                                | Maccabi Haifa (3)              | Hapoel Petah                  | Maccabi Netanya               | Benny Tabak (Maccabi Tel-Aviv)                                           |
| 1989-1990                                                                | Bnei Yehuda (1)                | Hapoel Petah                  | Maccabi Haifa                 | Uri Malmilian (Maccabi Tel-Aviv)                                         |
| 1990-1991                                                                | Maccabi Haifa (4)              | Hapoel Petah                  | Beitar Tel-Aviv               | Nir Levine (Hapoel Petah Tikva)                                          |
| 1991-1992                                                                | Maccabi Tel-Aviv (15)          | Bnei Yehuda                   | Maccabi Haifa                 | Alon Mizrahi (Bnei Yehuda)                                               |
| 1992-1993                                                                | Beitar Jerusalém (2)           | Maccabi Tel-Aviv              | Bnei Yehuda                   | Alon Mizrahi (Bnei Yehuda), 26                                           |
| 1993-1994                                                                | Maccabi Haifa (5)              | Maccabi Tel-Aviv              | Hapoel Be'er                  | Alon Mizrahi (Maccabi Haifa), 28                                         |
| 1994-1995                                                                | Maccabi Tel-Aviv (16)          | Maccabi Haifa                 | Hapoel Be'er                  | Haim Revivo (Maccabi Haifa), 17                                          |
| 1995-1996                                                                | Maccabi Tel-Aviv (17)          | Maccabi Haifa                 | Beitar Jerusalém              | Haim Revivo (Maccabi Haifa), 26                                          |
| 1996-1997                                                                | Beitar Jerusalém (3)           | Hapoel Petah                  | Hapoel Be'er                  | Motti Kakoun (Hapoel Petah Tikva), 21                                    |
| 1997-1998                                                                | Beitar Jerusalém (4)           | Hapoel Tel-Aviv               | Hapoel Haifa                  | Alon Mizrahi (Maccabi Haifa), 18                                         |
| 1998-1999                                                                | Hapoel Haifa (1)               | Maccabi Tel-Aviv              | Maccabi Haifa                 | Andrzej Kubica (Maccabi Tel-Aviv), 21                                    |
| 1999-2000                                                                | Hapoel Tel-Aviv (13)           | Maccabi Haifa                 | Hapoel Petah                  | Assi Tubi (Maccabi Petach Tikva), 27                                     |
| 2000-2001                                                                | Maccabi Haifa (6)              | Hapoel Tel-Aviv               | Hapoel Haifa                  | Avi Nimni (Maccabi Tel-Aviv), 25                                         |
| 2001-2002                                                                | Maccabi Haifa (7)              | Hapoel Tel-Aviv               | Maccabi Tel-Aviv              | Kobi Refua (Maccabi Petach Tikva), 18                                    |
| 2002-2003                                                                | Maccabi Tel-Aviv (18)          | Maccabi Haifa                 | Hapoel Tel-Aviv               | Shay Holtzman (Ironi Rishon LeZion /Ashdod), 18                          |
| 2003-2004                                                                | Maccabi Haifa (8)              | Maccabi Tel-Aviv              | Maccabi Petach                | Shay Holtzman (Ashdod), 16                                               |
| 2004-2005                                                                | Maccabi Haifa (9)              | Maccabi Petach                | Ashdod                        | Roberto Colautti (Maccabi Haifa), 19                                     |
| 2005-2006                                                                | Maccabi Haifa (10)             | Hapoel Tel-Aviv               | Beitar Jerusalém              | Shay Holtzman (Ashdod), 18                                               |
| 2006-2007                                                                | Beitar Jerusalém (5)           | Maccabi Netanya               | Maccabi Tel-Aviv              | Yaniv Azran (Ashdod), 15                                                 |
| 2007-2008                                                                | Beitar Jerusalém (6)           | Maccabi Netanya               | Kiryat Shmona                 | Samuel Yeboah (Hapoel Kfar Saba), 15                                     |
| 2008-2009                                                                | Maccabi Haifa (11)             | Hapoel Tel-Aviv               | Beitar Jerusalém              | Shimon Abuhatzira (Hapoel Petah Tikva), 14 Eliran Atar (Bnei Yehuda), 14 |
| 2009-2010                                                                | Hapoel Tel-Aviv (14)           | Maccabi Haifa                 | Maccabi Tel-Aviv              | Shlomi Arbeitman (Maccabi Haifa), 28                                     |
| 2010-2011                                                                | Maccabi Haifa (12)             | Hapoel Tel-Aviv               | Maccabi Tel-Aviv              | Toto Tamuz (Hapoel Tel-Aviv), 21                                         |
| 2011-2012                                                                | Kiryat Shmona (1)              | Hapoel Tel-Aviv               | Bnei Yehuda                   | Ahmad Saba'a (Maccabi Netanya), 20                                       |
| 2012-2013                                                                | Maccabi Tel-Aviv (19)          | Maccabi Haifa                 | Hapoel Tel-Aviv               | Eliran Atar (Maccabi Tel-Aviv), 22                                       |
| 2013-2014                                                                | Maccabi Tel-Aviv (20)          | Hapoel Be'er                  | Kiryat Shmona                 | Eran Zahavi (Maccabi Tel-Aviv), 29                                       |
| 2014-2015                                                                | Maccabi Tel-Aviv (21)          | Kiryat Shmona                 | Hapoel Be'er                  | Eran Zahavi (Maccabi Tel-Aviv), 27                                       |
| 2015-2016                                                                | Hapoel Be'er (3)               | Maccabi Tel-Aviv              | Beitar Jerusalém              | Eran Zahavi (Maccabi Tel-Aviv), 35                                       |
| 2016-2017                                                                | Hapoel Be'er (4)               | Maccabi Tel-Aviv              | Beitar Jerusalém              | Viðar Örn Kjartansson (Maccabi Tel-Aviv), 19                             |
| 2017-2018                                                                | Hapoel Be'er (5)               | Maccabi Tel-Aviv              | Beitar Jerusalém              | Dia Saba (Maccabi Netanya), 24                                           |
| 2018-2019                                                                | Maccabi Tel-Aviv (22)          | Maccabi Haifa                 | Hapoel Be'er                  | Ben Sahar (Hapoel Be'er), 15                                             |
| 2019-2020                                                                | Maccabi Tel-Aviv (23)          | Maccabi Haifa                 | Beitar Jerusalém              | Nikita Rukavytsya (Maccabi Haifa), 22                                    |
| 2020-2021                                                                | Maccabi Haifa (13)             | Maccabi Tel-Aviv              | FC Ashdod                     | Nikita Rukavytsya (Maccabi Haifa), 19                                    |
| 2021-2022                                                                | Maccabi Haifa (14)             | Hapoel Be'er                  | Maccabi Tel-Aviv              |                                                                          |

### Lista de campeões por clubes
| Clube vencedor             | Nº de campeonatos |
| -------------------------- | ----------------- |
| Maccabi Tel-Aviv           | 26                |
| Hapoel Tel Aviv            | 14                |
| Maccabi Haifa              | 14                |
| Beitar Jerusalem           | 6                 |
| Hapoel Petah-Tikvah        | 6                 |
| Maccabi Netanya            | 5                 |
| Hapoel Be'er Sheva         | 5                 |
| Maccabi Ahi Nazareth       | 2                 |
| Hakoah Ramat Gan           | 2                 |
| Hapoel Netanya FC          | 2                 |
| Hapoel Haifa               | 1                 |
| Hapoel Ra'anana            | 1                 |
| Bnei Yehuda                | 1                 |
| Hapoel Kfar Saba           | 1                 |
| Hapoel Ramat Gan           | 1                 |
| Hapoel Ironi Kiryat Shmona | 1                 |
| Hapoel Ironi Rishon LeZion | 1                 |
| Hapoel Hadera FC           | 1                 |
| Beitar Tel Aviv Ramla      | 1                 |
| British Police             | 1                 |